# Cyril
Cyril város az Amerikai Egyesült Államok Oklahoma államában, Caddo megyében. Lakosainak száma 827 fő (2020. április 1.).

## Népesség
A település népességének változása:

| 2010 | 1 059 |
| 2020 | 827   |